# Outside In
Outside in è un film del 2017 diretto da Lynn Shelton.
Il film, che narra le difficoltà di reinserimento di un uomo che ha trascorso venti anni in prigione, è stato presentato al Toronto International Film Festival l'8 settembre 2017, venendo distribuito poi a partire da marzo 2018.

## Trama
All'età di 38 anni, dopo aver passato gli ultimi 20 in prigione per un'ingiusta accusa di omicidio, Chris Connelly è nuovamente un uomo libero. Nella festa a sorpresa che lo riaccoglie a casa, è presente anche Carol Beasley, sua insegnante del liceo, protagonista della lunga battaglia civile che ne ha permesso il rilascio anticipato.
Chris riesce poi ad incontrare Carol in privato, dimostrandole grande riconoscenza e un affetto particolare che la donna, sposata e con una figlia diciassettenne, teme possa andare oltre l'amicizia creando dunque problemi.
I sospetti di Carol trovano conferma perché Chris, che intanto sta diventando amico della figlia Hildy, le confessa il suo amore. Lei non gli dà alcuna speranza, ma intanto ha conferma che il marito non le mostra più alcun tipo di attenzione.
Il reinserimento nella società di Chris è più difficile di quanto immaginato. Non riesce a trovare un lavoro, pur non pretendendo molto, e il fratello Ted lo delude profondamente quando scopre che è ancora amico della persona a causa della quale è andato in prigione. Inoltre Carol per via dei suoi impegni come insegnante, per le maggiori attenzioni verso la famiglia, e per la voglia di intraprendere un nuovo percorso con altri bisognosi in carcere, si rende sempre meno disponibile.
Il rapporto in crisi con la figlia, fa capire a Carol di aver trascurato tutti per anni, per poter seguire Chris. Da un lato cerca quindi di recuperare la fiducia della figlia e dall'altro però pensa seriamente ad impegnarsi ancora di più con l'associazione per i diritti civili alla quale sente di poter dare ancora molto.
Quando accetta di vedersi di nuovo con Chris, che intanto ha un lavoro e appare più sereno, si lascia andare e dopo una giornata insieme e una notte di passione viene scoperta dalla famiglia, sentendosi costretta a fare un passo indietro.
Con la figlia che sta per partire per il college, per Carol si apre una nuova vita e la possibilità di trasferirsi a Seattle e darsi completamente all'attivismo civile. Di certo, però, non potrà più ignorare il sentimento che la lega a Chris.

## Distribuzione
Dopo l'uscita al Festival di Toronto nell'agosto 2017, i diritti della pellicola sono stati acquisiti da The Orchard che ha fornito una limitata distribuzione nelle sale a partire dal marzo successivo, quindi ha ceduto i diritti a Netflix che lo ha inserito nella sua piattaforma internazionale.